# Городищи (Ульяновский район)
Городи́щи — деревня в Ундоровском сельском поселении Ульяновском районе Ульяновской области.

## История
Эта деревня расположена на высоком, крутом берегу р. Волги, на том месте, где в XVI веке было Городище на пограничной линии, шедшей из-за Волги на Промзино-городище. Нет сведений об этом селении за первое время его существования, когда оно числилось в Казанском уезде. Из старинных документов следует, что «Городищенская дача» вместе с селом Русской Беденьгой принадлежала сначала казанцу Ипполиту Змееву, от него перешла к стольнику Федору Зелёному, а затем к Василию Борисовичу Толстому, который завещал её старшему сыну Николаю, но вследствие преждевременной смерти сего последнего дер. Городищи получила его дочь, ст. сов. Софья Николаевна Сафонова. У неё, во время генерального межевания, было здесь 14 дворов (47 муж. и 45 жен.) и 225 дес. 1665 саж. земли. Должно быть она или муж её Николай Сергеевич Сафонов, продали это имение, в 1830-х годах, Андрею Васильевичу Бестужеву, который в 1837 году, одну половину крестьян (35 душ — 9 дворов) перевел в деревню Марьевку, Покровской волости, а другую — продал Александру Алексеевичу Столыпину. Ему наследовала дочь, Екатерина Александровна Столыпина; у неё, за наделом крестьян, осталось здесь 94 дес. 1410 саж.; они перешли к ротмистру Алексею Петровичу Коханову, который в 1871 году продал их Симбирскому мещанину Ивану Афанасееву Терентьеву, нынешнему собственнику. Бывшее Е. А. Столыпиной крестьяне, 30 ревизских душ (10 дворов) получили 99 десятин надельной земли (18 дес. усадебной и 81 дес. пашни).
Академик Паллас, путешествуя по Волге в 1768 году заметил в дачах д. Городищ, по берегу Волги, толстый слой шиферного угля и высказал предположение, что в Ундоровских горах можно дорыться до слоя хорошего каменного угля; но подобных опытов произведено не было. Позднее академик Гесс исследовал ундоровский шифер и нашел, что хотя он и не принадлежит к настоящему каменной углю, но может с удобством и пользою заменить дрова.
В 1859 году деревня Городища в 1-м стане Симбирского уезда Симбирской губернии, в которой в 10 дворах жило 64 человека.
В 1877—78 годах в училище учителем работал Бюргановский Илья Савельевич.

## Население
В 1795 году — 14 дворов (47 муж. и 45 жен.).
В 1859 году в деревне Городища в 10 дворах жило 64 человека.
В 1900 году в д. Городищах (при р. Волге, в 3 в.; н. р.) в 24 дворах жило: 70 м и 70 ж.;
В 1903 году здесь жителей 50 муж. и 60 жен. (17 дворов).
На 2010 год — 16 человек.

## Достопримечательности
- На территории Городища найдены предметы нескольких культур: именьковской, булгарской, российской.
- Обнажение верхнеюрских отложений — ООПТ Ульяновской области.

## Факты
- Из книги Археологическая карта Симбирской губернии. В. Н. Поливанов. 1900 г.: «Близ деревни Городище есть городок, отчего и сама деревня получила свое название. Кроме этого городка, есть вал, проходящий за Писцовыми оврагом по горе; вал усилен рвом и имеет 6 сажен ширины и 3 сажени высоты; оне поворачивает круто к утесистому берегу Волги. Здесь опять находится городок, почти квадратный и с двух сторон защищенный крутизнами. Позади деревни саженях в 45 от выше-описаннаго передового городка, также по горе проведен вал со рвом в направлении от востока к западу, от крутого обрыва берега Волги к крутизне того же Писцоваго оврага на протяжении 470 сажен; вал этот образует укрепленный городок. Площадь между этими двумя укрепленными городками, образующая трапецию, распахана. Крестьянам доводилось выпахивать здесь железные бердыши, топорики, молотки, наконечники стрел, медныя бляхи от конской сбруи, и т. п. От деревни Городищ проведен был земляной вал до деревни Растоки, прежде находившейся на берегу реки Свияги, которая ныне течет по новому руслу верстах в трех от деревни. Длина этого земляного вала 9 верст. Он начинался версты на две южнее деревни Городищ, шел полем на юг в полуверсте от высокаго берега реки Волги на протяжении не более версты, а затем входил в лес и не доходя до села Вышки, поворачивал на запад и направлялся с большими перерывами к реке Свияге, южнее деревни Комаровки пересекал Свиягу и шел по другую ея сторону поймами по направлению к селу Старому Алекину. На полуверсту севернее этого села земляная линия подходит к правому берегу реки Свияги, где находится городок, расположенный в полугоре праваго возвышеннаго берега реки Свияги. Нижняя сторона этого городка в весеннее время затопляется разливом реки Свияги, почему часть городка со стороны реки изрыта небольшими оврагами. В настоящее время остатки этого городка состоять из двойного вала и имеют полукруглую форму. Один конец городка упирается в небольшой дубовый лес, находящийся за усадьбою местнаго землевладельца г. Чуносова. От леса вал с большими перерывами идет полянами по направлению к деревне Новому Алекину правой нагорной стороной реки Свияги. В городке села Стараго Алекина крестьяне находили черепки глиняной посуды. В. С. Чуносов в 1878 году нашел в этом городке черепок с горельефным изображением воинов в шлемах, несущих пищали. (Черепок этот в настоящее время хранится в музее Симбирской Ученой Архивной Коммиссии)»[5].